# Murat Karayılan

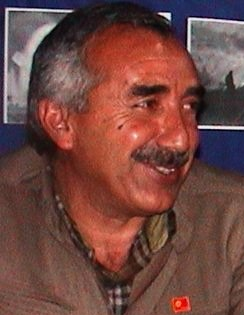

Murat Karayılan (kurdo: Mirad Qarayîlan) (nacido en 1954), también apodado Cemal, es uno de los cofundadores del Partido de los Trabajadores de Kurdistán. Ha sido el líder interino de la organización PKK desde que su fundador y líder original, Abdullah Öcalan, fue capturado en 1999 por agentes de inteligencia turcos.[4] En 2014, dejó el puesto de líder del PKK y fue asignado como nuevo comandante en jefe del brazo armado del PKK, las Fuerzas de Defensa del Pueblo.[5]
Nacido en Birecik, Şanlıurfa, Karayılan terminó sus estudios en una escuela vocacional de maquinaria y se unió a la organización PKK en 1979. Estuvo activo en su provincia natal de Şanlıurfa hasta que huyó a Siria en el momento del golpe de Estado turco de 1980. [1] Ha pedido a los kurdos que dejen de servir en el ejército de Turquía, dejen de pagar impuestos y dejen de usar el idioma turco.[6]
El 13 de diciembre de 2016, el Fiscal General de Mardin emitió una orden de detención contra Karayılan y Duran Kalkan, otro comandante del PKK, como parte de una investigación sobre el asesinato del Kaymakam de Derik, Muhammet Fatih Safitürk.[7]
En marzo de 2017, hubo informes de un intento fallido de asesinato contra Karayılan, pero no estaba claro si el intento fue realizado por las fuerzas turcas o por un grupo dentro del PKK.[8]
Murat Karayilan también es autor de un libro llamado Bir Savaşın Anatomisi (Anatomía de la guerra).[10]